# 最终幻想XIV：红莲之狂潮
《最终幻想XIV：红莲之狂潮》是由史克威尔艾尼克斯开发的大型多人在线角色扮演游戏（MMORPG）《最终幻想XIV：重生之境》的第二部资料片（也称作游戏的4.0版本），发行于Microsoft Windows、Mac OS X和PlayStation 4平台。该资料片于2017年6月20日在全球发行，于2017年9月26日在中国大陆上线。
本资料片讲述了与加雷马帝国之间的冲突的改变。玩家领导了艾欧泽亚大陆上二十多年前被加雷马帝国征服的国家阿拉米格和远东国家多玛的叛乱。这些国家由加雷马帝国皇帝的儿子芝诺斯管理，他对被征服的帝国臣民的残酷压迫促使玩家采取行动。在不同的地区行动途中，玩家与阿拉米格反抗军和多玛的领导人联手对抗帝国。
本资料片除了增加新的地图区域外，还提升了等级上限至70级，增加了两个新的职业，增加了新的战斗系统，并引入了水下的玩法。
《红莲之狂潮》在发售后受到广泛好评，并在游戏媒体获得“年度资料片”的提名。2017年8月，史克威尔艾尼克斯宣布游戏账户突破1000万。

## 游戏玩法
《红莲之狂潮》的游戏玩法和任务结构在很大程度上与原版游戏相匹配。更改分为三大类：首先，对战斗技能进行了重新设计，以消除多余的动作并改善战斗流程。其次，一套新的“角色动作”可确保所有玩家都可以使用关键能力来发挥自己角色的特长-坦克，治疗或输出。最后，所有战斗职业都获得了一个“职业量谱”，以更加直观的方式显示所有战斗职业特殊技能相关信息。还引入了两个新的职业：持武士刀的武士和能输出能治疗的赤魔法师。这些职业从50级开始，并有相应的职业任务。与3.0版本《苍穹之禁城》不同，无论故事进度如何，任何到达50级的玩家都可以使用它们。
新版本添加了名为“烈羽争锋”的PvP模式，48名玩家分为两队，通过破坏对方基地获取胜利点数，并可在达成一定条件后驾驶巨型机甲。
在4.2版本中，添加了名为“禁地优雷卡”的区域。它的玩法受传统MMORPG（包括《最终幻想XI》等）的启发。在优雷卡，玩家必须使用元素等级来利用怪物的弱点并提高自己的元素等级。 与游戏的其他区域不同，如果阵亡，玩家将失去经验值，甚至被降级。优雷卡中允许使用文理技能，这是玩家使用在该区域中找到的材料制作的独特咒语和能力。优雷卡最后的任务为“巴尔德西昂兵武塔”，该任务需要56名玩家参与。

## 故事情节

### 设定与角色
《红莲之狂潮》聚焦于帝国行省阿拉米格和多玛。阿拉米格是基拉巴尼亚地区的一个城市国家，在艾欧泽亚的最东部。作为连接其他大陆的门户，对艾欧泽亚大陆上其他国家来说是重要的缓冲地区。二十年前，在反对腐败的阿拉米格君主专制起义后， 帝国征服了阿拉米格。率领入侵的盖乌斯·范·巴埃萨打算继续推进，但是被庞大的龙族军队阻挡，于是建造了巴埃萨长城，将阿拉米格与其他地区区隔开来，并组建了由阿拉米格年轻人组成的非正规单位“骷髅连队”，来加强对当地的控制。在2.0版本《重生之境》中，盖乌斯·范·巴埃萨被玩家击败，加雷马帝国皇帝瓦厉斯任命其儿子芝诺斯为帝国总督。芝诺斯是个特别苛刻和暴虐的暴君，与盖乌斯相对的精英制统治形成鲜明对比。芝诺斯只对能够与他一战的人交战感兴趣。
多玛是世界另一端的国家，在之前的战役中被芝诺斯征服。多玛曾经是令人骄傲的武士之乡，帝国的占领使得其王储飞燕躲藏起来，人民陷入绝望。芝诺斯在被任命为阿拉米格总督后，将他的副官夜露提拔为代理总督。开发者基于古代中国和日本文化来塑造了多玛的文化。位于多玛北部的太阳神草原每年举办一次那达慕，以确定哪个部落为今年草原的统治者。这一部分与蒙古文化相似。在多玛的红玉海沿岸上，坐落着远东之国紫州，这是一个孤立主义国家，只因对外贸易开放了黄金港，不参与国际事务。紫州和黄金港影射了日本江户时代的长崎。红玉海是长得像龟一样的甲人族部落和海贼众的所在地。海贼众通过收取过往船只保护费谋生。在艾欧泽亚军事联盟的四个国家中，只有乌尔达哈在《红莲之狂潮》中扮演重要角色，因为其军事指挥官劳班是阿拉米格人。
在故事前期，阿拉米格反抗军内部的激进成员伊尔伯德组织冒充艾欧泽亚军事同盟士兵，攻击巴埃萨长城，迫使同盟介入阿拉米格冲突。玩家扮演的光之战士和拂晓血盟介入了冲突，但拂晓血盟成员帕帕力莫不幸阵亡。这促使他的同伴，阿拉米格的孤儿莉瑟，致力于将她的国家从加雷马的统治中解放出来。拂晓血盟的同伴，双胞胎阿尔菲诺和阿莉塞、以及塔塔露，都在帮助她。军事同盟最终占领了巴埃萨长城，并加强防御，等待帝国反击。同时，多玛曾经的重臣豪雪赶回了多玛，并将曾经的多玛王子飞燕召回家园。艾欧泽亚军事同盟与阿拉米格反抗军的领袖康拉德及其中尉梅·娜格建立了联系。在冲突的另一端，在“骷髅连队”的芙朵拉协助下，芝诺斯动员起来镇压日益增长的叛乱。

### 故事
《红莲之狂潮》开始，同盟的领导人们同情阿拉米格的解放事业，并渴望将加雷马人赶出艾欧泽亚，但不愿进行大规模的军事进攻。劳班派出冒险者、莉瑟和拂晓血盟与巴埃萨长城另一侧的阿拉米格反抗军会合，并评估其支持同盟攻入基拉巴尼亚的能力。他们会见了领导人康拉德，并同意与之合作。但是，芙朵拉发起了一次对反抗军总部的突袭，并成功削弱了反抗军的力量。芝诺斯也参加了袭击，并轻松击败了冒险者。他没有受到任何损失，撤回了进攻，让抵抗军来回复伤口。因此，该联盟无法与芝诺斯的军队抗衡。阿尔菲诺建议在芝诺斯的另一个帝国行省，多玛，发动革命，这将分散他的注意力并削弱他的军事实力。
拂晓血盟成员和冒险者去了远东之国。在黄金港，他们和豪雪重聚，并在甲人族的帮助下渡过了红玉海。在途中，他们说服海贼众打破加雷马与其雇佣军红甲族的雇佣关系，来将加雷马赶出红玉海。一行人在多玛找到了夕雾，飞燕安排夕雾去了解多玛人民的意愿，如果多玛人民仍然渴望自由，那么他将从流亡中返回，来带领多玛人民战斗。如果不是，他将向帝国自首，以免他的人民遭受更多苦难。在与芝诺斯的另一次遭遇中，芝诺斯再一次碾压了冒险者，但在这次撤退之前，他要去冒险者要变得更强，以便更好服务于自己的“狩猎”。夕雾早先营救了一些将被送往帝国的村民。
感受到了人民的意愿，拂晓众人前往太阳神草原，希望飞燕能兑现承诺。一行人发现飞燕住在模儿部落，模儿部在多玛叛乱失败后照顾飞燕恢复健康。飞燕计划代表模儿部赢得即将到来的那达慕，这将使他拥有草原部落的指挥权，并利用他们的力量来支持解放军。通过了草原试炼，飞燕和他的伙伴们获得了模儿部长老参加那达慕的祝福，并在那达慕中成功获胜，草原的勇士们表示愿意加入飞燕的事业。返回多玛后，阿尔菲诺向飞燕提出组建一个由同盟、多个多玛村庄、碧甲族组成的远东联盟。他们与草原部落一起对多玛城堡发起了近攻。飞燕一行人与夜露在城堡上面对面交战，夜露试图将飞燕一行人困在摇摇欲坠的楼内，但是豪雪顶住了塌下的天花板，让其他人逃脱。他和夜露被水冲到多玛水域的深处。在代理总督消失后，飞燕终于收回了自己的国家，并承诺将帮助阿拉米格。
当拂晓众人返回艾欧泽亚时，多玛解放的消息已经传开，各个帝国行省都引发了叛乱之火，使得帝国的力量更加薄弱。阿拉米格散居海外的人们和从劳改营中解放出来的人门聚集在一起，使抵抗军的队伍愈发强大。劳班和康拉德利用这一优势，在通往阿拉米格首都的路线上攻下了一座重要桥梁。这项行动使同盟各主要军队得以进入基拉巴尼亚腹地。在下一次交战中，芙朵拉根据芝诺斯的命令向帝国瞭望塔发射了炮弹，杀死了剩余的“骷髅连队”成员。康拉德也被爆炸波及，身受重伤。他临死前将反抗军的领导权转交给了莉瑟。
同盟和反抗军进入首都周围的湖区，建立了前线作战基地。在同盟正面攻击的掩护下，拂晓在研究设施内进行了一次秘密行动，发现帝国正在对他们在战争初期被俘的同伴可露儿进行实验。加雷马的科学家成功地人工复制了她的超越之力，这是一种神奇的能力，可以让人拥有看透他人的能力。他们赋予芙朵拉这种力量，她用它与冒险者周旋一段时间。当力量减弱时，拂晓设法抓住她并营救了可露儿。飞燕在最后冲锋时携带飞行骑兵部队抵达，以提供空中支援。冒险者突破战线直接挑战芝诺斯。在宫殿的顶部，芝诺斯化身神龙，借助人工超越之力的力量，他将其融合并恢复了攻击。但是，冒险者最终战胜了他，而芝诺斯自刎，这样就完成了阿拉米格的解放。

#### 两个国家的重建
莉瑟召集一次由难民领袖，村庄长者和部落代表组成的会议，讨论新国家的形态。一个部落派系召唤他们的蛮神，以破坏会议程序。莉瑟敦促芙朵拉捍卫自己的人民。使用她的超越之力，他们击败了蛮神，芙朵拉回到了她的牢房。会议结束时，与会者为议会制共和国制定了章程。同时，乌尔达哈的女王娜娜莫安排将阿拉米格的难民遣返。她的计划是资助阿拉米格的盐业，间接向刚刚起步的国家提供工作和财富。她还说服劳班退伍并返回故乡，并将劳班的儿子皮平升任将军。
回到多玛，飞燕和夕雾震惊地发现豪雪还活着。由于奇迹，他在多马城堡的倒塌中幸存下来，还带着夜露，不过夜露失去了记忆。在豪雪的坚持下，飞燕留了夜露一命。当加雷马大使朝阳带着和平的提议到达多玛时，另一个复杂的事情出现了。他声称代表加雷马旨在结束扩张主义政策的改良主义一派。作为诚意的体现，朝阳建议进行一次战俘交换，其中包括夜露，他透露她是他的继妹。他还要求多马确保在该地区不召唤蛮神。飞燕欣然同意，但警告说，因为失忆，夜露不能被视为加雷马公民。如果在交换之前未能恢复记忆，她将继续被多玛扣留。朝阳带着多玛战俘返回时，他还带着多玛的父母。看到小时候被虐待和卖掉她的人们，这重新唤起了她的记忆。 夜露在夜幕下杀害了她的父母，逃往朝阳处。在指定的战俘交接时间，朝阳操纵夜露召唤出月读，以便她报仇，并以此为借口取消交换。朝阳幸灾乐祸，使多玛永远不会和平。冒险者击败了月读，夜露垂死时杀死了朝阳，结束了他的疯狂阴谋。
战斗结束后，冒险者发现朝阳是按照芝诺斯的命令行事，以抹黑缓和派，推动另一方的目标，而他本已身亡。朝阳的副官马克西马是真正的缓和派成员，他主导完成了剩余的俘虏交换，并承诺在他返回首都后完成多玛和平条约。阿尔菲诺自愿与他一同前往帝国，并希望进一步了解帝国的政治。途中，他们的飞艇被芝诺斯的私人护卫队击落，但被自称为“暗影猎人”的盖乌斯救出。同时，其余拂晓成员调查了芝诺斯尸体是否被无影成员拥有的可能性。在欢迎阿拉米格加入艾欧泽亚军事同盟的首脑会议上，领导人讨论了如何最好的应对新出现的无影的威胁。这次会议因为拂晓成员的精神问题而中断，这些问题困扰着拂晓成员，使半数成员处于昏迷状态。
马克斯马和一群缓和派成员返回了阿拉米格。他说，阿尔菲诺和暗影猎手一起调查了无影，并发现帝国正在动员收复阿拉米格。另一半，飞燕也组建了远东同盟，包括了草原和红玉海部落，同盟国以及帝国各省的许多抵抗团体。通过使用古老的技术，他们架起了一座巨大的以太墙，能够抵御帝国的空中威胁，这种屏障在阻止暗影猎手的船只越过时被证明是有效的。暗影猎手带着阿尔菲诺前来，阿尔菲诺也陷入了神秘的昏迷。冒险者发现暗影猎手是盖乌斯，他放弃了头衔，全力消灭无影。盖乌斯告诉众人，帝国已经重新开始生产黑玫瑰，这是一种致命的化学武器，并一直在部署它以平息各省叛乱。盖乌斯出发销毁黑玫瑰生产设施，并在加雷马首都追捕无影。飞燕与阿拉米格的其他联盟领导人一起，在地面入侵之前与加雷马帝国皇帝瓦厉斯进行了会谈，但他们无法达成和平解决方案，瓦厉斯还透露加雷马帝国是无影建立的国家。首次战斗后，阿莉塞也陷入了昏迷。冒险者发现了芝诺斯长相的无影，但处于下风，前线陷入僵局。冒险者精神上再次被干扰，并收到了信息：在水晶塔寻找信标，避免毁灭性的未来。

## 开发
在《红莲之狂潮》公布前一年多，制作人吉田直树和主要的编剧就已经开始了剧本方面的准备。全面投入开发始于2016年10月，开发团队规模最终达到250多人。开发过程包括详细规划从游戏本体到资料片的过程，并对这些元素进行分类，以使开发人员不会在同时创建的补丁内容和扩展内容之间感到困惑。吉田直树在设计理念中强调，MMORPG的资料片应该具有与基础游戏一样多的内容。吉田在上一个资料片《苍穹之禁城》中开放了天空的探索，这次资料片就以海洋探索作为特色。对于场景，吉田认为玩家会根据故事的方向期待阿拉米格，所以开发者们力推加入一个全新的领域来给他们惊喜。艺术团队有意设计了多玛和紫州的两种不同类型的日本美学之间的对比，而不是简单地复制大众想象中的江户时代。该资料片是在2016年10月拉斯维加斯举行的2016年最终幻想XIV粉丝节宣布的。关于资料片的更多细节在东京和法兰克福的活动中发布，包括发布日期，新职业，地点和副本。
随着《红莲之狂潮》的推出，剧情包和直升包首次亮相。这些是为回应有关长篇故事任务线的投诉而加入的，过长的故事线可能会令人畏惧并阻挡新玩家。 吉田解释说，他们刻意定价资料片与游戏本身一样贵，以劝阻玩家不要一上来就去玩次要内容，而是敦促准玩家从一开始就体验故事。开发人员通过在资料片中大修PvP系统来回应此前的批评，所有职业都获得了专用的PvP动作，这些动作与游戏其余部分保持平衡。进行这些更改的目的是减少动作复杂程度，以有更流畅的体验。这些修改还旨在支持潜在的PvP锦标赛场景，包括作为“最终幻想XIV粉丝节2018”的一部分举行的“盛宴区域冠军”系列赛。
吉田与《最终幻想战略版》和其他伊瓦莉斯联盟游戏的制作人松野泰己合作，制作了一系列大规模副本。吉田在工作晚宴上遇到了《最终幻想XIV》的狂热玩家松野，他对能够有机会合作的机会感到惊讶。松野根据《最终幻想战略版》中的同名寓言，编写了“重返伊瓦利斯”的副本场景，其中涉及探索古代伊瓦利斯文明的废墟，并揭露有关十二生肖故事的真相。他努力将故事整合到现有的《最终幻想XIV》背景中，并确保不熟悉伊瓦利斯的先前游戏的玩家仍然可以享受它。当松野看到开发团队对《重返伊瓦利斯》的第一部分充满热情时，他感到需要继续为后续部分扩展故事和设计。《牙狼》的创造者兼角色设计师雨宫庆太受邀为这些副本提供怪物设计。作为合作活动的一部分，来自《牙狼》的装甲和武器被添加到游戏中。
《红莲之狂潮》还进行了与《怪物猎人 世界》和《最终幻想XV》的联动活动。前者萌生于2011年《重生之境》的开发过程中。当吉田担任重建工作的制作人和总监时，他的朋友，《怪物猎人》系列制作人藤冈要试图让他离开该项目，因为他担心这会影响吉田的职业发展轨迹。吉田坚持不走，藤冈要想要在卡普空和《怪物猎人》的帮助下推广这款游戏。吉田也拒绝了这一要求，希望《最终幻想XIV》能够凭借自己的优势获得成功。为了纪念这一举动，吉田和藤冈要在《怪物猎人 世界》的开发过程中再次碰面，以期最终实现后者的建议，并庆祝怪物猎人的全球新玩家。此次联动包括在《红莲之狂潮》中的火龙狩猎战，以及在《怪物猎人 世界》中进行巨兽狩猎。与《最终幻想XV》的联动也很漫长。在2016年发布之前，《最终幻想XV》的总监田畑端和吉田讨论了如何联动，但希望在各自的内容时间表中等待合适的时间。在这两款游戏中，玩家都与另一个版本的召唤兽战斗，以赢得新的装备和坐骑。
随着《红莲之狂潮》的发布，对PlayStation 3的支持终止了。这项更改使开发人员可以提高加载非玩家角色的速度，因为PS3的输入/输出容量有限，从而有更快的安装速度。一项特殊的升级活动允许受影响的PS3玩家免费获得PlayStation 4版本。除此之外，更新后还与PlayStation 4 Pro实现兼容， 有两种模式可用，一种专注于帧速率和游戏性能，另一种专注于图形分辨率。国际服的手机的配套应用程序于2018年8月15日发布。它允许玩家使用游戏内市场交易板，与朋友聊天，安排事件，管理库存和出售物品。

## 版本更新
| 版本 | 标题       | 全球上线日期   | 中国上线日期  | 主要内容                              |
| ---- | ---------- | -------------- | ------------- | ------------------------------------- |
| 4.0  | 红莲之狂潮 | 2017年6月20日  | 2017年9月26日 | 欧米茄时空狭缝：德尔塔幻境            |
| 4.1  | 英雄归来   | 2017年10月10日 | 2018年1月23日 | 神龙梦幻歼灭战 失落之都拉巴纳斯塔     |
| 4.2  | 曙光微明   | 2018年1月29日  | 2018年5月15日 | 白虎诗魂战 欧米茄时空狭缝：西格玛幻境 |
| 4.3  | 月下芳华   | 2018年5月21日  | 2018年9月4日  | 月读幽夜歼灭战 封闭圣塔黎铎拉纳大灯塔 |
| 4.4  | 狂乱前奏   | 2018年9月18日  | 2019年1月15日 | 朱雀诗魂战 欧米茄时空狭缝：阿尔法幻境 |
| 4.5  | 英雄挽歌   | 2019年1月8日   | 2019年5月28日 | 青龙诗魂战 乐欲之所瓯博讷修道院       |

## 音乐
除了担任音乐总监的职务外，祖坚正庆负责了资料片中大部分的音乐（超过100首曲目）。植松伸夫创作了两首音乐《Stormblood》和《Revolutions》。前者是与祖坚合作，后者则是游戏的主题曲。苏珊·卡洛威（Susan Calloway）以歌手的身份回归。祖坚以“武装优先和入侵”作为配乐的中心思想，将强大的军事侵略与这种侵略的“接收端”进行了对比。一个例子是阿拉米格国歌《The Measure of His Reach》。它有两个版本，一个是原始版本，另一个是在加雷马占领下使用的版本，具有更尖锐的声音和更猛烈的歌词。资料片的主要乐想在不同配乐中多次出现，在整个配乐中贯穿以匹配剧情。由于这种设置，祖坚将亚洲乐器融入了他的编排中，并削减了场景音乐中使用的乐器数量，例如仅具有竖琴和胡弓的延夏主题曲。他为神龙和月读的原始boss战斗主题曲所做的工作感到特别自豪，这些主题曲分别属于红莲之狂潮主题和延夏主题。月度的战斗主题曲的每个阶段都引用了夜露生活的不同方面。这个主题曲《任性的女儿》在员工投票中获得最高票数，从而成为《最终幻想XIV最佳音乐》合辑选择曲目。
《最终幻想XIV：红莲之狂潮》原声大碟收集了从资料片发布到4.3补丁“月光之下”之间的音乐。 这张专辑由史克威尔艾尼克斯于2018年7月4日发行蓝光版，其中包含独占“ Wind-up Tsukuyomi”游戏内宠物。

## 评价
《红莲之狂潮》延续了《苍穹之禁城》以来的上升趋势，许多评论认为这次的资料片比前代还要更强。Metacritic分别基于21条PC版和15条PS4版评测，对游戏给出“普遍积极”的评价。在OpenCritic的39条评测中，有92％推荐该游戏，平均得分88。在日本，首周主机版销量33000份，成为该地区当周最畅销的视频游戏。在销售、反响和玩家人数方面，它超出了开发人员的期望。
对故事剧情的好评在评论中很普遍。USgamer的Mike Williams称赞游戏在展现叙事的复杂性和增加对角色的情感投入方面的克制，称其为“慢烧”。Kotaku的Mike Fahey认为游戏在保持快节奏和保持玩家的动力方面做得很好。Eurogamer的Simon Parkin感谢吉田对故事基调的影响。许多评论特别提到游戏中有关战争和殖民主义性质的主题，以示特别赞扬。包括GamesRadar+的Williams和Sam Prell在内的其他人则指出，出色的反派表现是故事的福音。
对游戏节奏的其他方面的反应则参差不齐。尽管Fahey认为它们的多样性是对先前扩展的改进，但大多数批评家都认为仍然缺少新的支线任务。因此，Prell感到故事任务之间的磨合不平衡，IGN的Leif Johnson和PC Gamer的Steven Messner也提出了批评。另一方面，评论者建议玩家避免使用付费的剧情包和直升包，自己推进故事。
游戏的战斗系统的各个方面都受到了普遍的赞誉。 Destructoid的Chris Carter将战斗遭遇描述为“新潮且引人入胜”，Prell和Messner对须佐之男歼灭战印象深刻，后者将其与《合金装备崛起》进行了比较。在战斗中，系统级的变更也得到了广泛接受，包括简化角色动作和职业解锁，合并未充分使用的统计数据和职业量谱界面。评论的另一个一致点是对两个新职业赤魔法师和武士的称赞。赤魔法师的近战和远程攻击交织在一起，赢得了热烈的反响，武士的连击系统倍受赞誉，两者均因提供独特的游戏体验而受到赞扬。最后，Carter和Messner赞美了PvP的改进，Messner称这是“我在《红莲之狂潮》中最喜欢的活动之一”。
评论称赞此资料片的艺术和环境设计。GameSpot的Ginny Woo认为，以亚洲为主题的区域已被“很好地整合”到故事中。Johnson在受蒙古启发的太阳神草原的荒野中看到了“创造力的新高峰”。Carter指出，PlayStation 4 Pro的4K分辨率模式是一项令人印象深刻的功能。游泳模式的增加，添加了游戏的热情。尽管Fahey认为水下环境在视觉上很吸引人，但他得出的结论是，这种环境“没有得到充分利用”，Carter对此表示赞同。
评论界普遍认为，《红莲之狂潮》是对《苍穹之禁城》的一次成功改进。Fahey指出，这款游戏是“能够维持每月订阅模式的少数MMORPG之一”。卡特得出结论，资料片遵循了“与游戏本体相同的模式”，但承认“该模式是制胜法宝”。在2017年，该资料片赢得了Game Informer， Bleeding Cool，和RPGamer的“最佳MMO”奖。 也在PlayStation博客上获得了“最佳发布后内容”的编辑选择。在2018年，该资料片赢得了Massively OP颁发的“最佳MMO”奖。